# Королевский концерт в Брунее
Королевский концерт в Брунее (англ. Royal Brunei Concert) — концерт американского автора-исполнителя Майкла Джексона, состоявшийся в честь 50-летия султана Брунея Хассанала Болкиаха 16 июля 1996 года в парке Джерудонг в Бандар-Сери-Бегаване. Мероприятие посетили около 60 тысяч человек. Гонорар артисту составил 17 миллионов долларов США.

## Предыстория

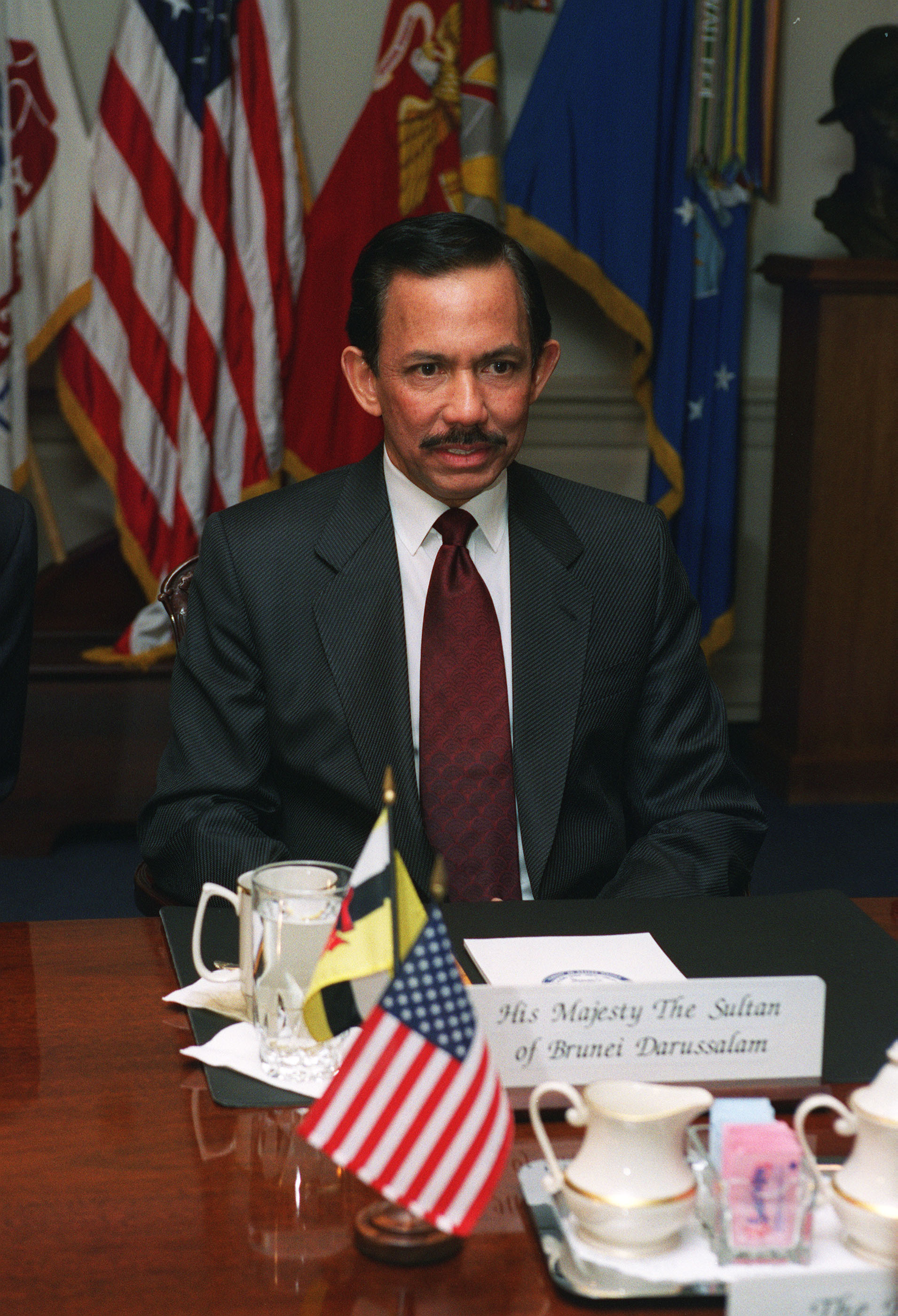
Хассанал Болкиах в 2002 году

Хассанал Болкиах — султан Брунея, обладающий абсолютной властью в стране, которая в 1984 году обрела независимость от Великобритании. В 1996 году Хассанал являлся самым богатым человеком в мире по версии журнала Fortune, который оценивал его состояние почти в 40 миллиардов долларов. Правительство государства оспаривало это число. Официальные лица заявляли, что трудно отделить личное богатство султана от национальной казны.
Согласно гонконгской газете South China Morning Post, торжества в честь 50-летия султана Хассанала Болкиаха в 1996 году вошли в историю как «одна из самых дорогих вечеринок за всё время». Празднования начались 15 июля с часового военного парада в Бандар-Сери-Бегаване и продлились 15 дней. Общая стоимость всех мероприятий оценивалась в 27 миллионов долларов. Торжества проходили по всей стране. В список частных гостей султана входили международные деятели, включая членов королевской семьи (например, принца Чарльза) и других представителей мировой элиты.

## Организация концерта

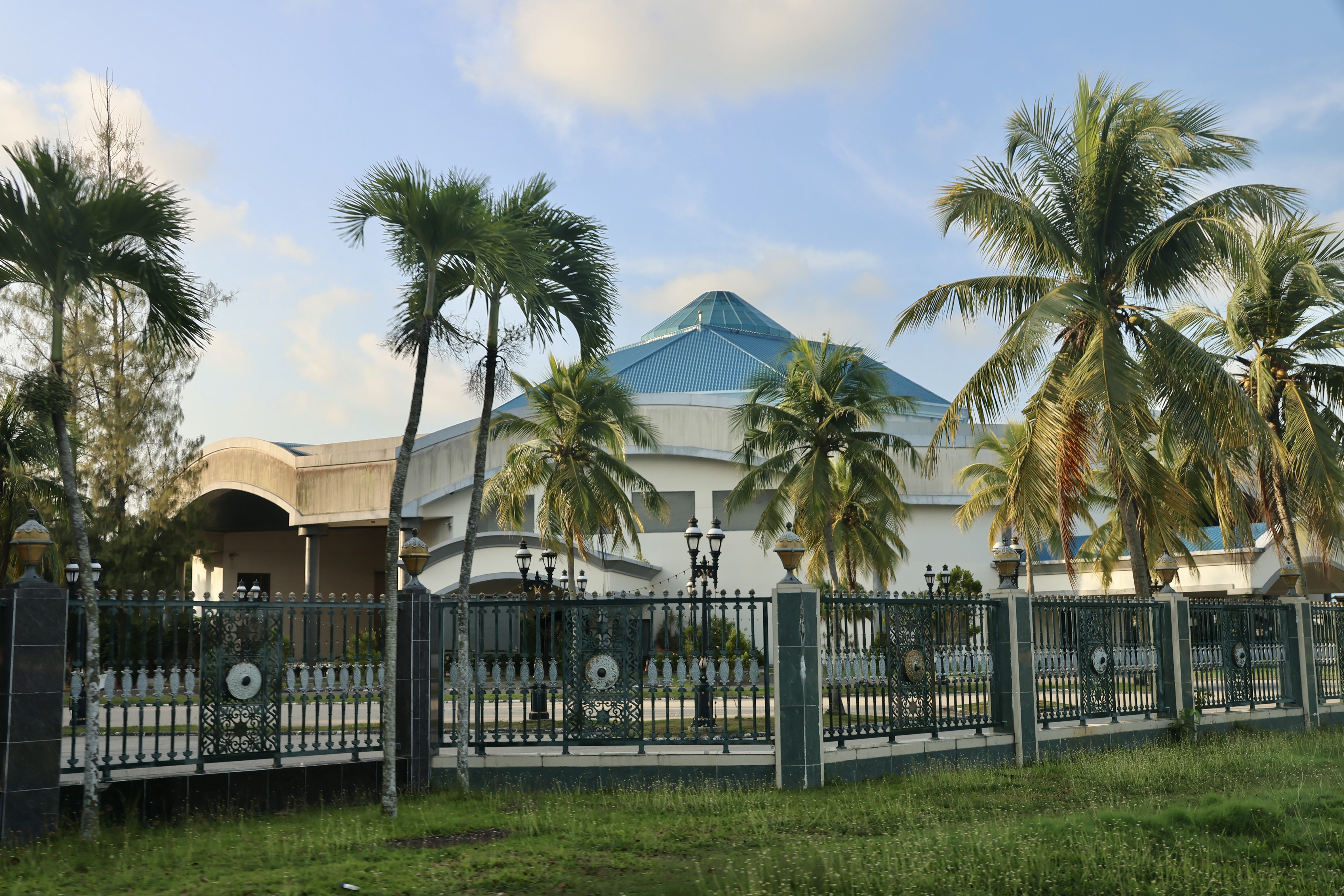
Амфитеатр парка Джерудонг в 2023 году

Специально для выступления Майкла Джексона в парке развлечений Джерудонг, крупнейшем на 1996 год в Юго-Восточной Азии, была построена концертная площадка — амфитеатр. СМИ называли музыканта любимой поп-звездой султана. Утром 13 июля Джексон чартерным рейсом прибыл в Бруней и остановился в гостевом доме в поместье султана рядом с Джерудонгом. Детали относительно его визита хранились в тайне. Источники в правительстве сообщали, что двое работников парка были привлечены к дисциплинарной ответственности за то, что сообщили прессе о прибытии Джексона. Певец выступил на частном званом ужине в присутствии 3000 гостей. В преддверии публичного концерта Майкла Джексона все авиарейсы в Бандар-Сери-Бегаван оказались заполнены, а несколько отелей города — забиты до отказа. Ранее Хассанал Болкиах уже приглашал западных поп-звёзд для частных выступлений (Элтона Джона, Дайану Росс, Стиви Уандера, Bon Jovi и Тину Тёрнер), но Джексон стал первым в этой череде, кто дал концерт для широкой аудитории.
Концерт состоялся 16 июля. Впервые в карьере Джексона вход был бесплатным. Музыкант выступил перед 60 тысячами зрителей. Сообщалось, что значительную часть аудитории составили фанаты из Индонезии и Малайзии. Сам султан на концерте не присутствовал.
Исполнитель получил гонорар в размере 17 миллионов долларов (32 миллиона на 2023 год). 31 декабря Джексон дал ещё один концерт в Бандар-Сери-Бегаване в рамках своего мирового концертного турне HIStory World Tour.

## Сет-лист

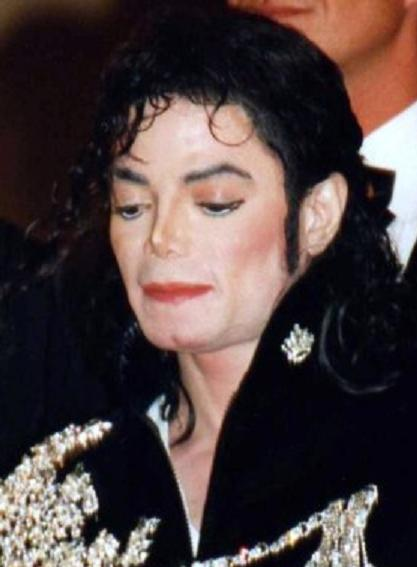
Майкл Джексон в 1997 году

1. «Carmina Burana» (вступление)
2. «Jam»
3. «Wanna Be Startin' Somethin'»
4. «Human Nature»
5. «Smooth Criminal»
6. «I Just Can't Stop Loving You»
7. «She's Out of My Life»
8. Попурри The Jackson 5:
  1. «I Want You Back»
  2. «The Love You Save»
  3. «I’ll Be There»
9. «Thriller»
10. «Billie Jean»
11. «The Way You Make Me Feel»
12. «Beat It»
13. «You Are Not Alone»
14. «Dangerous»
15. «Black or White»
16. «Man in the Mirror»
17. «Earth Song»